# Hanspeter Kyburz
Hanspeter Kyburz (Lagos, 8 juli 1960) is een Zwitsers componist en dirigent op het gebied van klassieke muziek uit de 20e en 21e eeuw. Hij combineert de moderne klassieke muziek met elektronica.
Zijn eerste muzikale opleiding krijgt hij in Graz bij A. Dobrowolsky en Gösta Neuwirth. Van 1982 tot 1990 studeerde Kyburz in Berlijn; wederom bij Neuwirth, maar ook bij Frank Michael Beyer en Carl Dahlhaus; naast muziektheorie ook compositie, kunstgeschiedenis en filosofie. In 1990 kreeg hij al zijn eerste muziekprijs. Vanaf 1993 dan nog een aanvullende studie bij Hans Zender in Frankfurt am Main. Sinds 1997 geeft Kyburz zelf les een de Muziekhogeschool van Berlijn, combinerend met andere functies binnen de muziekwereld, waaronder die aan de Muziekhogeschool van Basel.
Vanaf zijn eerste prijs voor composities volgen er meer; zijn componeerkwaliteiten worden onderstreept als Simon Rattle met het Berliner Philharmoniker op 1 september 2006 de première geeft van Noensis op de Proms.
Als dirigent heeft hij leiding gegeven aan tal van ensemble gespecialiseerd in moderne muziek, bijvoorbeeld Klangforum Wien en IRCAM.
Kyburz is een fan van regisseur David Lynch.

## Oeuvre (selectief)
- Malstrom, SWR-SO Baden-Baden & Freiburg/Zender
- The Voynich Cipher Manuscript, Sudfunk-Chor Stuttgart/Klangforum Wien/Huber
- Parts, Klangforum Wien/Rundel
- Cells; Danse aveugle pour six instruments (1997)
- Double Points Plus
- A travers (1999)
- Noesis (2001–2003)